# Macrolinus duivenbodei
Macrolinus duivenbodei es una especie de coleóptero de la familia Passalidae.

## Distribución geográfica
Habita en Célebes (Indonesia).